# Fra gli artigli della tigre
Fra gli artigli della tigre (The Tiger's Claw) è un film muto del 1923 diretto da Joseph Henabery.

## Trama
Sam Sandell, un ingegnere americano che lavora in India alla costruzione di una diga, resta ferito dopo essere stato assalito da una tigre. La giovane Chameli Brentwood, figlia di un'indiana e di un inglese, lo salva e se ne prende cura finché l'uomo non guarisce. I due si sposano ma il loro matrimonio provoca contrarietà e rabbia in Sathoo Ram, lo zio di Chameli, e in Raj Singh, un pretendente deluso che aspirava alla mano della ragazza. Così i due uomini, di comune accordo, cercano di rovinare Sandell distruggendo la sua diga. Nel frattempo, Harriet Halehurst, un'inglese innamorata di Sam, accoglie con amicizia Chameli senza dimostrarle alcuna ostilità o rancore, introducendola anzi in società. Ma Chameli si rivela infedele al marito. Trova la morte uccisa da un proiettile - indirizzato a Sam - che la colpisce per errore. Ancora una volta, Sam sta per restare vittima di una tigre, ma adesso, a trarlo in salvo, sarà Harriet. Intanto, Sathoo, Singh e i loro complici thug riescono a demolire la diga provocando, però, in questo modo, un'inondazione. Sam va in soccorso di Harriet, salvandola dalla piena e riconoscendo il suo amore per lei.

## Produzione
Il film fu prodotto dalla Famous Players-Lasky Corporation.

## Distribuzione
Il copyright del film, richiesto dalla Famous Players-Lasky Corp., fu registrato il 13 marzo 1923 con il numero LP18854.
Distribuito negli Stati Uniti dalla Paramount Pictures, il film fu presentato da Jesse L. Lasky, proiettato in prima a New York il 18 marzo 1923, uscendo poi nelle sale statunitensi il 22 aprile 1923. Nel Regno Unito, uscì il 21 luglio 1924; in Finlandia, fu distribuito il 26 aprile 1925; in Francia, uscì con il titolo Dans la gueule du tigre, in Svezia con quello di I tigerns klor.
Distribuito in Italia dalla Paramount, ottenne il visto di censura numero 20552 il 17 aprile 1925.
Non si conoscono copie ancora esistenti della pellicola che viene considerata presumibilmente perduta.